# Damalis turneri
Damalis turneri là một loài ruồi trong họ Asilidae. Damalis turneri được Londt miêu tả năm 1989. Loài này phân bố ở vùng nhiệt đới châu Phi.